# Robinson Aguirre
Robinson Aguirre Ortega (ur. 23 listopada 2004 w Fairfax) – salwadorski piłkarz pochodzenia honduraskiego z obywatelstwem amerykańskim występujący na pozycji środkowego pomocnika, reprezentant Salwadoru, od 2022 roku zawodnik Colorado Rapids 2.
Jego ojciec pochodzi z Hondurasu, a matka z Salwadoru.